# António Veloso
António Augusto da Silva Veloso (São João da Madeira, 31 de janeiro de 1957) é um antigo futebolista que se notabilizou ao serviço do Sport Lisboa e Benfica. Jogador polivalente, actuava preferencialmente na posição de defesa-direito.

## Carreira
Veloso começou a carreira de futebolista na Sanjoanense, clube da sua cidade de origem, São João da Madeira.
Em 1978, juntou-se à elite do Campeonato Português, passando a representar o Beira Mar. Facilmente se impôs no clube de Aveiro, onde no primeiro ano marcou 2 golos em 29 partidas.
Evidenciando bastante talento para um jovem, cedo despertou o interesse do Benfica, transferindo-se para o clube da Luz em 80/81.
Jogador de grande entrega e espírito de luta, ganhou rapidamente lugar na equipa, sagrando-se Campeão Nacional e vencedor da Taça de Portugal logo na época de estreia.
Exemplo de humildade, profissionalismo e dedicação, nunca esmoreceu perante os obstáculos, puxando muitas vezes pela equipa quando esta jogava menos bem.
Capitaneou os “encarnados” durante 7 anos, revelando sempre grande segurança e robustez no seu espaço de acção. Com grande disciplina táctica, a regularidade das suas exibições foi algo que definiu a sua carreira.
Sendo, por natureza, um polivalente, jogou em diferentes posições ao longo da sua carreira, tendo inclusive actuado como avançado, ao serviço da Sanjoanense.
Disputou a final da Taça UEFA em 82/83 e foi finalista da Taça dos Campeões Europeus em 1988 e em 1990. Realizou 40 jogos pela Selecção Nacional. Com a camisola do Benfica, venceu 7 Campeonatos Nacionais e 6 Taças de Portugal.
No total, realizou 40 jogos pela Selecção de Portugal, integrando o lote de convocados para o Europeu de 84, em França, onde a equipa nacional atingiu as meias-finais. Foi convocado para o mundial de 1986 no México,viria a sair da convocatória porque uma análise anti-doping acusou anabolizantes no sangue.Constava-se que a análise positiva não seria de Veloso, mesmo assim ficou fora da convocatória, sendo substituído por Bandeirinha que jogava na Académica de Coimbra.
Numa entrevista ao jornal Observador o jogador disse o seguinte:
“Éramos uns seis jogadores para o controlo. Eu era o sexto e a minha análise apareceu como o número quatro…”, começou por dizer António Veloso, num tom enigmático, ao Observador. Estaríamos a falar de troca de análises? Alguém o terá prejudicado deliberadamente em favor de outrem ou terá sido obra do acaso? “Por acaso não foi de certeza!”, disse sem hesitar.
“Eu sabia que ia dar negativo… Aquelas análises não eram minhas de certeza. Quiseram que eu não fosse para ir outro”, assegurou. Mas quem queriam levar? “Tenho as minhas suspeitas mas não vou dizer sem ter certezas…”, explicou.
“Eu falei na altura com o Benfica e fui a Madrid com o médico para fazermos os exames com o organismo que fazia as análises para o Mundial. A selecção ia com 20 ou 30 dias de antecedência para o México. Daria tempo, mas não quiseram que eu fosse”, disse, sem especificar quem quis tal coisa. Terá sido um esquema? “Eu acho que foi!”, respondeu. O substituto de Veloso na convocatória foi Bandeirinha, um defesa da Académica que se mudaria nesse verão para o Estádio das Antas, o clube onde havia sido formado.
É pai de Miguel Veloso e de Luís Veloso.

## Estatísticas
| Temporada | Clube       | País     | Divisão | Temporada em clube | Seleção de Portugal |
| --------- | ----------- | -------- | ------- | ------------------ | ------------------- |
| 1974/1975 | Sanjoanense | Portugal | 2       | ?                  | -                   |
| 1975/1976 | Sanjoanense | Portugal | 2       | ?                  | -                   |
| 1976/1977 | Sanjoanense | Portugal | 2       | ?                  | -                   |
| 1977/1978 | Sanjoanense | Portugal | 2       | ?                  | -                   |
| 1978/1979 | Beira Mar   | Portugal | 1       | 29 jogos / 2 golos | -                   |
| 1979/1980 | Beira Mar   | Portugal | 1       | 29 jogos / 1 golo  | -                   |
| 1980/1981 | Benfica     | Portugal | 1       | 23 jogos           | 1 jogo              |
| 1981/1982 | Benfica     | Portugal | 1       | 26 jogos / 2 golos | 2 jogos             |
| 1982/1983 | Benfica     | Portugal | 1       | 17 jogos / 2 golos | -                   |
| 1983/1984 | Benfica     | Portugal | 1       | 14 jogos           | 1 jogo              |
| 1984/1985 | Benfica     | Portugal | 1       | 9 jogos / 1 golo   | 1 jogo              |
| 1985/1986 | Benfica     | Portugal | 1       | 30 jogos           | 5 jogos             |
| 1986/1987 | Benfica     | Portugal | 1       | 30 jogos           | 4 jogos             |
| 1987/1988 | Benfica     | Portugal | 1       | 21 jogos           | -                   |
| 1988/1989 | Benfica     | Portugal | 1       | 41 jogos / 2 golos | 10 jogos            |
| 1989/1990 | Benfica     | Portugal | 1       | 38 jogos           | 3 jogos             |
| 1990/1991 | Benfica     | Portugal | 1       | 36 jogos           | 7 jogos             |
| 1991/1992 | Benfica     | Portugal | 1       | 41 jogos           | 1 jogo              |
| 1992/1993 | Benfica     | Portugal | 1       | 36 jogos           | 3 jogos             |
| 1993/1994 | Benfica     | Portugal | 1       | 26 jogos           | 1 jogo              |
| 1994/1995 | Benfica     | Portugal | 1       | 25 jogos           | -                   |

### Jogos internacionais
|     | Data                    | Cidade                           | Adversário        | Resultado |        | Competição                                      |
| --- | ----------------------- | -------------------------------- | ----------------- | --------- | ------ | ----------------------------------------------- |
| 1.  | 18 de novembro de 1981  | Lisboa, Portugal                 | Escócia           | 2 – 1     | 50'    | Eliminatórias para a Copa do Mundo FIFA de 1982 |
| 2.  | 22 de setembro de 1982  | Helsinki, Finlândia              | Finlândia         | 0 – 2     | 90'    | Qualificações para o Euro 1984                  |
| 3.  | 10 de outubro de 1982   | Lisboa, Portugal                 | Polónia           | 2 – 1     | 90'    | Qualificações para o Euro 1984                  |
| 4.  | 14 de junho de 1984     | Estrasburgo, França              | RFA               | 0 – 0     | 68'    | Euro 1984                                       |
| 5.  | 16 de outubro de 1985   | Estugarda, RFA                   | RFA               | 0 – 1     | 90'    | Eliminatórias para a Copa do Mundo FIFA de 1986 |
| 6.  | 22 de janeiro de 1986   | Leiria, Portugal                 | Finlândia         | 1 – 1     | 62'    | jogo amigável                                   |
| 7.  | 5 de fevereiro de 1986  | Portimão, Portugal               | Luxemburgo        | 2 – 0     | 90'    | jogo amigável                                   |
| 8.  | 19 de fevereiro de 1986 | Braga, Portugal                  | Alemanha Oriental | 1 – 3     | 90'    | jogo amigável                                   |
| 9.  | 12 de outubro de 1986   | Lisboa, Portugal                 | Suécia            | 1 – 1     | 90'    | Qualificações para o Euro 1988                  |
| 10. | 29 de outubro de 1986   | Berna, Suíça                     | Suíça             | 1 – 1     | 90'    | Qualificações para o Euro 1988                  |
| 11. | 7 de janeiro de 1987    | Portalegre, Portugal             | Grécia            | 1 – 1     | 90'    | jogo amigável                                   |
| 12. | 4 de fevereiro de 1987  | Braga, Portugal                  | Bélgica           | 1 – 0     | 90'    | jogo amigável                                   |
| 13. | 14 de fevereiro de 1987 | Lisboa, Portugal                 | Itália            | 0 – 1     | 90'    | Qualificações para o Euro 1988                  |
| 14. | 29 de março de 1987     | Funchal, Portugal                | Malta             | 2 – 2     | 90'    | Qualificações para o Euro 1988                  |
| 15. | 25 de janeiro de 1989   | Atenas, Grécia                   | Grécia            | 1 – 2     | 90'    | jogo amigável                                   |
| 16. | 15 de fevereiro de 1989 | Lisboa, Portugal                 | Bélgica           | 1 – 1     | 90'    | Eliminatórias para a Copa do Mundo FIFA de 1990 |
| 17. | 26 de abril de 1989     | Lisboa, Portugal                 | Suíça             | 3 – 1     | 90'    | Eliminatórias para a Copa do Mundo FIFA de 1990 |
| 18. | 8 de junho de 1989      | Rio de Janeiro, Brasil           | Brasil            | 4 – 0     | 90'    | jogo amigável                                   |
| 19. | 31 de agosto de 1989    | Setúbal, Portugal                | Romênia           | 0 – 0     | 90'    | jogo amigável                                   |
| 20. | 6 de setembro de 1989   | Bruxelas, Bélgica                | Bélgica           | 3 – 0     | 90'    | Eliminatórias para a Copa do Mundo FIFA de 1990 |
| 21. | 20 de setembro de 1989  | Neuchâtel, Suíça                 | Suíça             | 1 – 2     | 90'    | Eliminatórias para a Copa do Mundo FIFA de 1990 |
| 22. | 6 de outubro de 1989    | Praga, Tchecoslováquia           | Tchecoslováquia   | 2 – 1     | 90'    | Eliminatórias para a Copa do Mundo FIFA de 1990 |
| 23. | 11 de outubro de 1989   | Saarbrücken, Alemanha            | Luxemburgo        | 0 – 3     | 90'    | Eliminatórias para a Copa do Mundo FIFA de 1990 |
| 24. | 15 de novembro de 1989  | Lisboa, Portugal                 | Tchecoslováquia   | 0 – 0     | 90'    | Eliminatórias para a Copa do Mundo FIFA de 1990 |
| 25. | 29 de agosto de 1990    | Lisboa, Portugal                 | RFA               | 1 – 1     | 90'    | jogo amigável                                   |
| 26. | 12 de setembro de 1990  | Helsinki, Finlândia              | Finlândia         | 0 – 0     | 90'    | Qualificações para o Euro 1992                  |
| 27. | 17 de outubro de 1990   | Porto, Portugal                  | Países Baixos     | 1 – 0     | 90'    | Qualificações para o Euro 1992                  |
| 28. | 16 de janeiro de 1991   | Castellón de la Plana, Espanha   | Espanha           | 1 – 1     | 90'    | jogo amigável                                   |
| 29. | 23 de janeiro de 1991   | Atenas, Grécia                   | Grécia            | 3 – 2     | 90'    | Qualificações para o Euro 1992                  |
| 30. | 9 de fevereiro de 1991  | Ta' Qali, Malta                  | Malta             | 0 – 1     | ?' 90' | Qualificações para o Euro 1992                  |
| 31. | 20 de fevereiro de 1991 | Porto, Portugal                  | Malta             | 5 – 0     | 90'    | Qualificações para o Euro 1992                  |
| 32. | 4 de setembro de 1991   | Porto, Portugal                  | Áustria           | 1 – 1     | 45'    | jogo amigável                                   |
| 33. | 11 de setembro de 1991  | Porto, Portugal                  | Finlândia         | 1 – 0     | 90'    | Qualificações para o Euro 1992                  |
| 34. | 12 de outubro de 1991   | Cidade do Luxemburgo, Luxemburgo | Luxemburgo        | 1 – 1     | 55'    | jogo amigável                                   |
| 35. | 14 de outubro de 1992   | Glasgow, Escócia                 | Escócia           | 0 – 0     | ?' 90' | Eliminatórias para a Copa do Mundo FIFA de 1994 |
| 36. | 24 de janeiro de 1993   | Ta' Qali, Malta                  | Malta             | 0 – 1     | ?' 90' | Eliminatórias para a Copa do Mundo FIFA de 1994 |
| 37. | 28 de abril de 1993     | Lisboa, Portugal                 | Escócia           | 5 – 0     | 52'    | Eliminatórias para a Copa do Mundo FIFA de 1994 |
| 38. | 17 de novembro de 1993  | Milão, Itália                    | Itália            | 1 – 0     | ?' 90' | Eliminatórias para a Copa do Mundo FIFA de 1994 |
| 39. | 19 de janeiro de 1994   | Vigo, Espanha                    | Espanha           | 2 – 2     | 45'    | jogo amigável                                   |

## Títulos

### Benfica
- Campeonato de Portugal: 1981, 1983, 1984, 1987, 1989, 1991, 1994
- Taça de Portugal: 1981, 1983, 1985, 1986, 1987, 1993
- Supertaça de Portugal: 1985, 1989
- Taça Ibérica: 1984
- Taça de Honra: 1982, 1984, 1986, 1988

### Oeiras
- Divisão da Honra da AF Lisboa: 2009